# Prêmio Gay-Lussac Humboldt
O Prêmio Gay-Lussac Humboldt é um prêmio científico alemão-francês. Foi criado em 1981 pelo presidente francês Valéry Giscard d'Estaing e pelo chanceler alemão Helmut Schmidt com base na recomendação dos ministérios de pesquisa alemães e franceses.
O prêmio é concedido a pesquisadores que fizeram contribuições notáveis na ciência, especialmente na cooperação entre os dois países. Quatro a cinco cientistas alemães e franceses de todas as disciplinas de pesquisa são homenageados com este prêmio a cada ano. O prêmio foi originalmente nomeado após Alexander von Humboldt e carrega desde 1997 o nome duplo Gay-Lussac-Humboldt.

## Vencedores do prêmio
| Ano  | Ganhadores |
| ---- | --- |
| 1982 | Heinz Jürgen Schulz, Jean-Marie Lehn, Paul Hagenmuller |
| 1983 | Alain Bensoussan, Alain Bourret, Ernst Priesner, Gernot Wolfgang Heger, Hermann Kühn, Holger Martin, Jean Riess, Jules A. Hoffmann, Pierre-Gilles de Gennes, Pierre-Paul Sagave                              |
| 1984 | Christoph Reigber, Christos Flytzanis, Georges Martin, Heindirk tom Dieck, Jean Renaud Garel, Karl Bauer, Marie-France Vigneras, Wolf Lepenies                                                               |
| 1985 | Jeff Schell, Pierre Fromageot, René Pillorget |
| 1986 | Benno Müller-Hill, Georg Michael Kalvius, Gerd Lüttig, Henri C. Benoit, Herbert W. Roesky, Jean-Marie Valentin, Robert Vinh Mau, Rudolf Vierhaus                                                             |
| 1987 | Erhard W. Fischer, François Mathey, Guy Ourisson, Hans Robert Jauss, Jean Guern, Jean Lemaitre, Jean Meyer, Jean-Marie Basset, Joachim Schwermer, Pierre Braunstein, Pierre Prigent, Raymond Weiss           |
| 1988 | Achim Richter, Burkhart Lutz, Didier Astruc, François Gros, Janine Chasseguet-Smirgel, Jens Wittenburg, Joseph Lorius, Karol A. Penson, Louis Cohen Van Delft, Manfred Regitz, Marc Julia                    |
| 1989 | Daniel Poirion, Frank Steglich, Kurt Mehlhorn, Maurice Godelier, Michel E. Goldberg, Peter Haasen, Pierre-Henri Dixneuf, Roland Bergere, Wolfgang A. Herrmann                                                |
| 1990 | Bernhard Korte, Claude Cohen-Tannoudji, Dietrich E. Wolf, Heinrich Betz, Henri Bouas-Laurent, Johann-Matthias Graf von der Schulenburg, Ladislas Kubin, Nicolaas Kuiper, Ulrich Trottenberg, Yves Jeannin    |
| 1991 | Daniel Tondeur, Franz Effenberger, Fritz Nies, Hartmut Fuess, Jens Frehse, Marcel Veneroni, Monique Aumailley, Oriol Bohigas, Paul Lagarde, Robert Jean-Pierre Corriu, Serge Haroche, Sucharit Bhakdi        |
| 1992 | Claude Detraz, Dietrich Stauffer, Erwin Weiss, Fritz Eckstein, Georges Ripka, Gerd Haupt, Helmut Ringsdorf, Jean Rouxel, Jean-Michel Grandmont, Magda Ericson, Michel Fromont, Michel Guelin, Rainer Buckdam |
| 1993 | Axel Brennicke, Claude Bardos, George Comsa, Heiner Zieschang, Henri Brunner, Jacques Lahaye, Joël Menard, Louis Hay, Paul Kienle, Pierre Corvol                                                             |
| 1994 | Bernard Julia, Borislav Bogdanovic, Dima Grigoriev, Emanuel Vogel, Guy Bertrand, Günther Malle, Jacques F. Arvieux, Jean-Marc Richard, Klaus Rajewski, Wolfram Saenger, Wolfram Von Oertzen                  |
| 1995 | Alan Kirman, Albrecht W. Hoffmann, Henri Cabannes, Jean-Pierre Majoral, Karl Wieghardt, Mannque Rho, Peter Schneider, Rolf Kemler                                                                            |
| 1996 | Armin de Meijere, Dieter Gerlich, Florian Pop, Hans Joachim Körner, Heinz Dürr, Jean-François Dubremetz, Michel Rohmer, Philippe Ciarlet                                                                     |
| 1997 | Florian Holsboer, Heinrich Rüterjans, Helmut Knötzinger, Karl G. Roesner, Michel Che, Robert Nicolaï, Ulrich Rudolph, Werner Hildenbrand                                                                     |
| 1998 | Jean Galy, Jean-Marie Flaud |
| 1999 | Alain Aspect, Alfred Trautwein, André Mysyrowicz, Henning Hopf, Jean-Paul Poirier, Michael Rapoport |
| 2000 | Dominique Vautherin, Gerd Röpke, Gunther Teubner, Heino Finkelmann, Jacques Le Rider, Michel Orrit, Peter Bastian, Pierre Coullet, Roger Hekinian, Rolf Reichardt, Wolfgang Meyerhof                         |
| 2001 | Achim Müller, Alain Ricard, Alfred Hüller, Andreas Herrmann, Christoph Gusy, Claude R. Henry, Gérard Jaouen, Immo Appenzeller                                                                                |
| 2002 | Andreas Liselotte Von Hülsen-Esch, Bernard Meunier, Hanns Ullrich, Hans Föllmer, Jean-Marc Fontaine, Jean-Marc Moura, Reinhard Schinke, Roland Benz                                                          |
| 2003 | Christian Borde, Géraud Sénizergues, Hartmut Kaelble, Janos Riesz, Jean Zinn-Justin, Klaus Fraedrich, Marie-Paule Pileni, Michel Broyer, Paul G. Reinhard, Pierre Agostini, Rudolf Treumann                  |
| 2004 | Christoph Krampe, Denis-Didier Rousseau, Gérard Férey, Hannah Monyer, Henri Berestycki, Herold Dehling, Jürgen Kreft, Peter Schuck, Roland Oberhänsli                                                        |
| 2005 | Adnan Ibrahimbegovic, Dieter Lüst, Eric Boëda, Helmut Oeschler, Hervé Bocherens, Horst Möller, Josef Deutscher, Padma Kant Shukla                                                                            |
| 2006 | Bernd Weisshaar, Bruno Chaudret, Christoph Schweigert, Georges Didi-Huberman, Helmuth Möhwald, Ludger Wöste, Olaf Pongs, Olivier Jouanjan, Reinhard Wilhelm, Yannick Mellier                                 |
| 2007 | Abdelhak Djouadi, Christian Sanchez, Friedhelm Bechstedt, Hans-Joachim Werner, Jean Jacod, Johannes Masing, Jörg Hacker, Jörg Rüpke, Patrice Pavis, Vladimir Kazakov                                         |
| 2008 | Constance Grewe |
| 2009 | Claus M. Schneider, Hartmut Herrmann, Jean-Pierre Jacquot, Marc Mezard, Martin Möller, Rainer Schröder, Roland Netz, Thomas Nicolas Zemb                                                                     |
| 2010 | Anne-Laure Boulesteix, Constantin Bachas, Daniel Schönpflug, Joseph Zyss, Karsten Suhre, Konrad Vössing, Vitalyi Gusev, Volker Schomerus, Yves Brechet                                                       |
| 2011 | Christophe Salomon, Hubert Garavel, Karl-Josef Dietz, Matthias Beller, Michel Espagne, Pascal Richet, Vladimir Fateev                                                                                        |
| 2012 | Elisabeth Giacobino, Hendrik Ziegler, Hermann Nicolai, Jean-Michel Raimond |
| 2013 | Alain Pumir, Alexandre Tsybakov, Alois Fürstner, Carmen Buchrieser, Christian Henriot, Costas Kounnas, Emilian Dudas, Michel Delon, Mir Wais Hosseini, Nikolai Nadirashvili, Oliver Eickelberg, Roger Ohayon |
| 2014 | Albert Fert, Nicolas Rouhier, Thomas Keller, Volker Meyer, Werner Kunz |
| 2015 | Cordelia Schmid, Jocelyn Benoist, Markus Antonietti, Papa Samba Diop, Stephan Schlemmer |
| 2016 | Albrecht Poglitsch, Hermann Matthies |
| 2017 | Johannes Orphal, Susanne Rau |